# Tatami

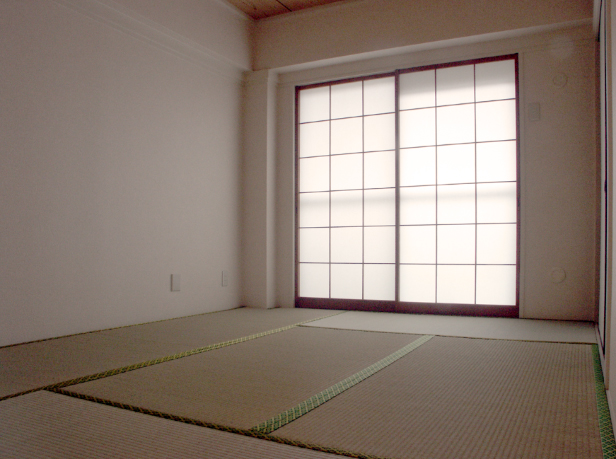
Cuarto con seis tatamis y con shoji.

La estera denominada tatami (del japonés 畳, palabra que originalmente significaba 'doblada y apilada') es un elemento muy característico de las casas japonesas. Estos tatamis se usaban antiguamente para recubrir todo el suelo en las habitaciones más destacadas (salvo en la cocina, baño o entrada) colocándolas en un peldaño inferior, al ras del suelo de entrada. 
Tradicionalmente se hacían con tejido de paja, y se embalaban con ese mismo material. En la actualidad pueden también elaborarse con poliestireno expandido aunque, al menos en Japón, no es lo más habitual. El borde de cada estera se recubre con un brocado, o simplemente con tela verde oscura. 
Una estera de tatami siempre presentan el mismo tamaño y forma, y de hecho, proporcionan el módulo del que derivan el resto de proporciones de la arquitectura tradicional japonesa. El tamaño de una habitación viene dado por el número de tatami que podría contener. Las tiendas son tradicionalmente diseñadas para medir 5.5 esteras. El cuarto del té y las casas de té miden frecuentemente 4.5. 
Las dimensiones tradicionales de estos petates adosados fueron fijadas en 90 cm por 180 cm por 5 cm. También se fabrican medias esteras de 90 cm por 90 cm. Por su tamaño fijo, los cuartos de las construcciones tradicionales japonesas están construidos en múltiplos de 90 cm. Se debe destacar, también, que los tatamis de Kioto y otras regiones del oeste de Japón son un poco más largas que las de Tokio.
Tanto los tatamis como los fusumas son elementos que fueron determinantes en la arquitectura japonesa. Si nos ponemos a comparar con la arquitectura en general podemos notar que esta se diferencia por la relación que tiene con la naturaleza y sus creencias. Sus diseños están compuestos por formas puras, materiales nobles y colores sobrios. Busca anular casi por completo la ornamentación y la ostentación. Logra una conexión muy fuerte entre el espacio y la persona que va a habitarlo. Se podría decir que la vivienda tradicional japonesa apela a la sensibilidad del ser humano, lo cual fue perdiendo relevancia con el tiempo en gran parte del mundo. 
Fueron originalmente un accesorio lujoso para los ricos en las mansiones de estilo shinden del período Kamakura, en un tiempo en que casi todos los japoneses se conformaban con un piso de tierra compactada. Mucho después encontró su camino en el estilo Minka (Japón).  Los tatamis están asociados con tradiciones japonesas como la ceremonia del té.
En general, las casas Minka de la zona occidental de Japón utilizan el sistema de diseño basado en el tatami y en las de Japón oriental, el diseño se basa en la distancia entre columnas. 

## Disposición

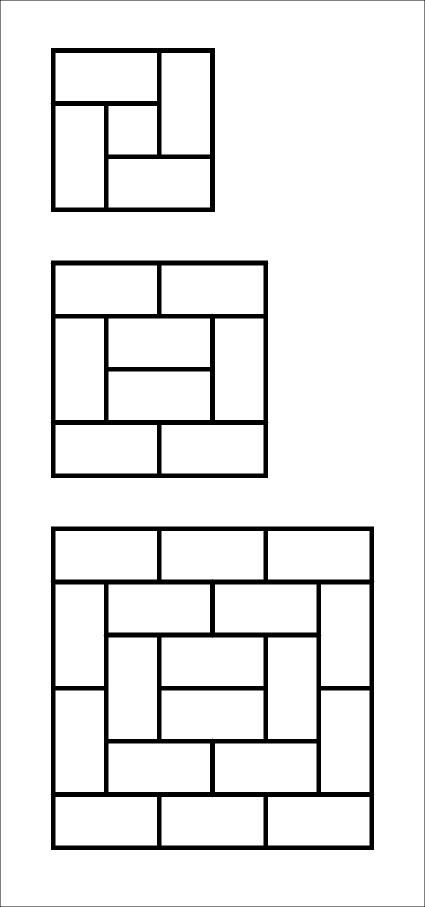
Diferentes disposiciones de tatami

Aunque el diseño basado en tatami era típico de Japón occidental y el diseño centrado en los espacios entre columnas predominaba en Japón oriental, varios factores provocaron excepciones a esta distribución. En primer lugar, las circunstancias políticas derivadas de la anexión de diversas áreas a las zonas administradas por los clanes feudales leianos influyeron en el diseño arquitectónico. Por ejemplo, en Kiso Fukushima, en la prefectura de Nagano, se utilizan módulos de tatami, a pesar de que esta región se encuentra en una zona del país donde normalmente se siguen los diseños basados en espacios entre columnas. Esta excepción se debe a que el valle de Kiso, donde se encuentra Fukushima, estaba bajo la influencia administrativa y cultural de Nagoya, que pertenece a la esfera cultural de Kyoto. En segundo lugar, la existencia de una ruta marítima que conectaba el norte de Honshu con el oeste de Japón dio lugar a la construcción de algunas casas urbanas con módulos de tatami y residencias de terratenientes en las prefecturas de Yamagata, Nigata y Akita, que, aunque geográficamente alejadas, recibieron la influencia de Kyoto.
Existen variadas reglas acerca del número y la colocación de los tatamis. Nunca deben situarse en cuadrícula, tampoco deben coincidir tres o cuatro esquinas de las esteras en ningún punto.
La disposition de los tatamis puede hacerse de dos modos: 
- Shūgijiki: unidos en sentido vertical o en el horizontal, formando figuras en retículas no netamente cuadradas.
- Fushūgijiki, dispuestos en un sentido único, formándose mediante tiras paralelas.

En las agencias inmobiliarias las fichas descriptivas marcan las habitaciones con tatami dibujando sistemáticamente la disposición en ellas de las piezas correspondientes que caben en cada una. Es normal hablar de cuartos de 'ocho tatamis'.
Las casas modernas japonesas suelen tener al menos un cuarto con tatami para llevar a cabo dichas ceremonias, agasajar a los invitados o, simplemente, descansar.

## Tatami en las artes marciales

### Karate
Para el karate la norma de la WKF (siglas en inglés de la Federación Mundial de Karate) es una plancha de polietileno de celdas cerradas de monodensidad, de 10 mm × 1000 mm × 1 mm. 
Se usa de dojo para el karate que solía ser de madera flotante, hoy en día se entrena en planchas de colchoneta.
Para el entrenamiento no hay una norma para las dimensiones ni distribución de los colores, los cuales suelen ser azul y rojo, o verde y rojo, pero para la competición éste debe ser de 8×8 piezas, más un perímetro adicional de seguridad de 2 piezas. La distribución de los colores suele ser 6×6 piezas azules en el centro, seguido por una franja roja de 8×8 piezas alrededor y la zona de seguridad azul.
El tatami japonés tradicional ya casi no se usa puesto que hoy en día está más al día el karate deportivo y no el tradicional.